# Авитински мученици
Авитински (или Албитински) мученици (погубљени су 304. године) ј су група од 49 ранохришћански светитеља који су пострадали за време прогона цара Диоклецијана, јер су прослављали дан Господњи – недељу (лат. Dominicus). Авитина је била град у римској провинцији у Африци.

## Историја
Године 303. дана 24. фебруарa, Диоклецијан је објавио свој први едикт против хришћана, у којем је наредио уништавање хришћанских списа и богомоља широм римског Царства, и забранио је хришћанима да се окупљају ради богослужења.
Авитински епископ Фунданус је предао црквене списе властима, али ипак неки хришћани су наставили да се илегално састају и да врше богослужење под старатељством свештеника Сатурнина. Они су били ухапшени и послати су у Картагину, главни град провинције, на суђење.
Испитивање је обављено 12. фебруара пред проконзолом Гајем Анијем Анулином. Један из групе био је сенатор по имену Датив. Током испитивања он је причао о својем исповедању хришћанства и говорио је да се сабирао са осталим хришћанима (присуствовао богослужењима). Чак ни када је био мучен није рекао под чијим старатељством су се хришћани окупљали и служили. Током испитивања, адвокат по имену Фортунатијан, брат Викторије, једне од оптужених, осудио је Датива да је намамио њу и друге невине девице да учествују у богослужењу. Међутим, она је изјавила да је тамо отишла искључиво својим пристанком. Прекинувиши мучење, проконзул је поново упитао Датива да ли је присуствовао богослужењу, на шта је Датив поново одговорио потврдним одговором. Затим га је упитао под чијим старатељством су се окупили, а он је рекао: „Свештеник Сатурнин и сви ми“. Потом је одведен у затвор, где је убрзо преминуо од задобијених рана.
Испитиван је био и свештеник Сатурнин. Био је непоколебљив у вери док су га мучили. Његов пример су следили и остали хришћани, међу којима је било и четворо деце. 
На испитивањима ових мученика се често чуо један те исти одговор. Тако на пример приликом испитивања Емерита (Емеритус), у чијој се кући одржавало богослужење, био је упитан зашто је прекршио царски указ, а на то је он одговорио: „Sine dominico non possumus“ (Без дана Господњег не можемо постојати). Иако је цар забранио служење свете Евхаристије, они су, по свом избору, учествовали на сабрањима чак и по цену мука и смртне казне.
У манастиру Лешје се налазе мошти Св. Викторије и Св. Бенигна, коју су пострадали са осталим авитинским мученицима. Св. Бенигна је дете од свештеника Апелуса који је саслуживао на литургији Сатурнину. 